# Guldøl
Guldøl er en dansk øltype. Det er en middelstærk undergæret pilsnerøl, som typisk er lys i farven. Tuborg lancerede den første guldøl i Danmark i 1895 kaldet Guld Tuborg, hvorfra navnet opstod, da øllen  er en lyst farvet, middelstærk og undergæret luksusøl. Den første guldøl blev lanceret af Tuborg i Danmark i 1895; navnet kom fordi øllen havde en guldetiket.